# Joseph Pearce
Joseph Pearce (ur. 1961) – brytyjski pisarz i krytyk literacki, znawca twórczości Chestertona i Tolkiena. Wykłada literaturę na Ave Maria University w Naples (Floryda).
Joseph wychowywał się w rodzinie o antykatolickich przekonaniach, a w młodości uwiodły go idee neofaszystowskie, był skinheadem i wydawcą niskonakładowego rasistowskiego pisemka. W wieku 28 lat przeżył nawrócenie, porzucił swoje poglądy i przyjął chrzest w Kościele katolickim. Zajął się krytyką literacką oraz badaniem wpływu wiary na życie i twórczość współczesnych pisarzy. Jest autorem kilku znaczących biografii, m.in. Oscara Wilde’a, Aleksandra Sołżenicyna czy J.R.R. Tolkiena.

## Artykuły w polskiej prasie
- Prawdziwy Mit. Katolicyzm Władcy Pierścieni, „Christianitas”, nr 11/12, 2002.

## Publikacje
- Skrewdriver – First Ten Years
- Wisdom and Innocence - A Life of G.K. Chesterton, Hodder & Stoughton, London, 1996. ISBN 0-340-67132-7
- Tolkien: Man and Myth (1998) – wyd. polskie Tolkien. Człowiek i mit
- The Three Ys Men” (1998)
- Tolkien: A Celebration (1999) editor
- Literary Converts: Spiritual Inspiration in an Age of Unbelief (2000)
- „Solzhenitsyn: A Soul in Exile” (2001)
- Old Thunder: A Life of Hilaire Belloc (2002)
- „Small is still Beautiful” (2002)
- C.S. Lewis and the Catholic Church (2003, wyd. polskie C.S. Lewis a Kościół katolicki, 2005)
- „Unafraid of Virginia Woolf: The Friends and Enemies of Roy Campbell” (2004)
- The Unmasking of Oscar Wilde (2004)
- Literary Giants, Literary Catholics (2005)
- Flowers of Heaven: 1000 years of Christian Verse (2005)